# 墨摺絵
墨摺絵（すみずりえ）とは、江戸時代に描かれた浮世絵の様式のひとつである。

## 概要
浮世絵版画の作品において墨一色で摺られており、一枚絵として独立させたものを指す。単に墨摺ともいう。墨摺絵の誕生は浮世絵版画の誕生でもあった。ただし墨色で以って図画を木版印刷することは江戸時代以前にもすでに行われており、また技法上は墨一色の版本挿絵や絵本類と変わらないので、広義にはこれらも含めるが、狭義には初期浮世絵作品の一枚絵のことを称している。
寛文10年（1670年）頃に菱川師宣らによって、それまでの版本の挿絵から独立させて風俗画、武者絵が作られたのが最初である。その後、およそ延宝から宝永（1673年-1711年）の頃にかけて製作された。素朴ではあるが、墨と紙の織り成す雄渾な構成美が賞賛されている。大半の作品は後の時代のものよりサイズが大きい。菱川師宣、初代鳥居清信、初代鳥居清倍、懐月堂安知（長陽堂安知）、懐月堂度繁、杉村治兵衛、奥村政信、奥村信房、奥村政房らが描いている。菱川師宣の「吉原の躰」などは良く知られている。
間もなくすると、この墨摺絵に手で絵の具を彩色することも行われ、初期の浮世絵版画は墨摺絵と筆彩作品の2種に大別されている。手彩色を施された墨摺絵はその種類によって丹絵、紅絵、漆絵と称され、そして鈴木春信らによる錦絵へと発展していくことになる。